# 川奈まり子
川奈 まり子（かわな まりこ、1967年11月9日 - ）は、日本の作家、コラムニスト、人権活動家、元AV女優。

## 略歴
東京都世田谷区出身。女子美術大学付属高等学校を経て、1988年、女子美術大学短期大学部グラフィックデザイン教室卒業。出版社デザイン室勤務、フリーライターを経て、1999年、前夫との離婚を機にAVデビュー。同年夏、初主演作『義母～まり子34歳～』（溜池ゴロー監督、ソフト・オン・デマンド）は1万本を越えるヒットとなった。2003年、AV監督の溜池ゴローと再婚。
2004年3月、AV女優を引退。同11月、男児を出産。 2008年から2011年の間、「山村正夫記念小説講座」で、小説家の森村誠一に師事し、小説執筆の勉強をした。2010年から女性誌を中心にコラムやポルノ小説の書き手として活動開始し、2011年、『義母の艶香』で小説家デビューを果たし、女性誌を中心にコラムやホラー、官能小説の書き手として執筆活動を続けている。2016年7月11日、AV出演者への支援ならびに業界の健全化を図る団体一般社団法人表現者ネットワーク(AVAN)を設立。同団体の代表に就任した。

## AV出演強要問題について
- AVデビュー前、ネット上の掲示板で知り合った男性からAV出演を持ちかけられ面接を受けたところ、その件をネタに親にばらすと脅迫された経験がある。思い悩んでいたところへプロのスカウトマンからスカウトを受け、事情を話すと「プロダクションに登録していれば断る理由になるのではないか」とアドバイスされ、登録した。プロダクションの社長からその男性に電話したこともあり、脅迫はなくなったという[11]。
- AV現役時代（1999年～2004年）を通じて、川奈自身は「強要被害」に遭わなかった[12]。
- 2016年、AV出演者への支援ならびに業界の健全化を図ることを目的として業界初の当事者団体、一般社団法人表現者ネットワーク(AVAN)を設立した[12]。同ネットワークの代表として、アダルトビデオなど成人向け映像の実演家らが、自らの意思に反して出演を強いられることは、絶対に許されない[13]との立場で、知的財産振興協会などと協議を重ねながら、不当な強制を拒絶するためにプロダクションやメーカーより女優側に主導権を持たせた、出演者本人の意思が尊重される統一契約書の作成を目指したほか[14]、適法かつ安全、人権を尊重した出演環境を整備するための活動を行っている[12][15][16]。

## 著書

### 単著
- 『小説・エロスの告白』（双葉社） 2003.5　ISBN 978-4575153293
- 『三十路セックス』（ベスト新書） 2009　ISBN 978-4584122518
- 『義母の艶香』（双葉文庫） 2011　ISBN 978-4575514698
- 『人妻、洗います』（双葉文庫） 2012　ISBN 978-4575514964
- 『甘く匂う』（廣済堂文庫） 2013　ISBN 978-4331615553
- 『禁蜜 義母と叔母とぼく』（竹書房、ラブロマン文庫） 2013　ISBN 978-4812493373
- 『人妻鑑賞会』（双葉文庫） 2013　ISBN 978-4575515572
- 『僕の兄嫁(ねえ)さん』（双葉文庫） 2013　ISBN 978-4575516395
- 『未亡人喫茶』（双葉文庫） 2013　ISBN 978-4575515770
- 『赤い地獄』（廣済堂文庫、モノノケ文庫） 2014　ISBN 978-4331616017
- 『とろめきデパート』（竹書房、ラブロマン文庫） 2014　ISBN 978-4812499702
- 『甘くとけあう』（廣済堂文庫） 2015　ISBN 978-4331616291
- 『熟蜜 義姉のしずく』（竹書房文庫） 2015　ISBN 978-4801902664
- 『寝盗られ妻』（竹書房、ラブロマン文庫） 2015　ISBN 978-4801905368

- 『出没地帯 実話怪談』（河出書房新社） 2016　ISBN 978-4309024769
- 『実話怪談 出没地帯』（河出書房新社） 2016　ISBN 978-4309024769
- 『迷家奇譚』（晶文社） 2017　ISBN 978-4794969637
- 『実話怪談 穢死』（竹書房文庫） 2017　ISBN 978-4801910096
- 『実話奇譚 呪情』（竹書房文庫） 2017　ISBN 978-4801912243
- 『実話奇譚 夜葬』（竹書房文庫） 2018　ISBN 978-4801914698
- 『実話奇譚 奈落』（竹書房文庫） 2018　ISBN 978-4801916753
- 『一〇八怪談 夜叉』（竹書房文庫） 2019　ISBN 978-4801918788
- 『実話奇譚 怨色』（竹書房怪談文庫） 2019　ISBN 978-4801921269
- 『東京をんな語り』（角川ホラー文庫） 2021　ISBN 978-4041109694
- 『家怪』（晶文社） 2023　ISBN 978-4794973559

### 共著
- 『鷹とまり子の大昇天』（加藤鷹共著、徳間書店） 2004　ISBN 978-4198619459
- 『怪談実話二人衆 嫐』（吉澤有貴共著、竹書房文庫） 2015　ISBN 978-4801903173
- 『FKB 怪談幽戯』（平山夢明, 黒木あるじ他共著、竹書房文庫） 2015　ISBN 978-4801902374
- 『女之怪談 - 実話系ホラーアンソロジー』（花房観音, 岩井志麻子共著、ハルキ・ホラー文庫） 2015　ISBN 978-4758439275
- 『溜池家の流儀 AV夫婦の仲良し(秘)夫婦生活』（溜池ゴロー共著、双葉社） 2015　ISBN 978-4575308754
- 『怪談五色 破戒』（福澤徹三他共著、竹書房文庫） 2016　ISBN 978-4801909281
- 『瞬殺怪談 刺』（平山夢明他共著、竹書房文庫） 2018　ISBN 978-4801915152
- 『現代怪談 地獄めぐり』（西浦和也, 松原タニシ他共著、竹書房文庫） 2018　ISBN 978-4801915879
- 『怪談四十九夜 出棺』（黒木あるじ, 城谷歩他共著、竹書房文庫） 2018　ISBN 978-4801914551
- 『怪談四十九夜 埋骨』（黒木あるじ, 朱雀門出他共著、竹書房文庫） 2019　ISBN 978-4801920149

## 連載
- しらべぇ「川奈まり子の実話系怪談コラム」（2015年 - ）
- TABLO「川奈まり子の奇譚蒐集」（2018年 - ）
- TOCANA「情ノ奇譚」（2018年 - ）

## その他

### 写真集
- 『SATISFACTION』（英知出版、撮影：ハナブサリュウ） 2001.4　ISBN 978-4754212858
- 『欄熟35歳』（ぶんか社、撮影：小野麻早） 2002.5　ISBN 978-4821124312
- 『Final Eros』（双葉社、撮影：山岸伸） 2003.5　ISBN 978-4575295627
- 『SEXEVOLUTION』（英知出版、撮影：ハナブサリュウ） 2004.12　ISBN 978-4754215934

### DVD
- 『怪奇蒐集者 川奈まり子』（楽創舎） 2017

### 舞台化・映像化作品
- 『あかい、くつ。』2015年　株式会社FPアドバンス主催（演劇）

原作「赤い靴」 - 『赤い地獄』（廣済堂、モノノケ文庫）に収載

### 関連書籍
- 『萬月放談』（花村萬月、KKベストセラーズ） 2003　ISBN 978-4584187425：花村によるインタビュー集
- 『性職者の人々』（中山美里、宙出版） 2006　ISBN 978-4776792291：中山による人物ルポルタージュ集
- 『だめんずうぉーかー』5（倉田真由美、扶桑社） 2001　ISBN 978-4594050467